# Каплиця святого великомученика Юрія Переможця (Полтава)
Каплиця святого великомученика Юрія Переможця — пам'ятка архітектури місцевого значення, вівтарна частина тимчасового храму св. вмч. Юрія Переможця Свято-Юріївської парафії Харківського екзархату УГКЦ.

## Історія
Невеличку каплицю відкрито незадовго до початку Першої світової війни, 26 червня 1914 року, на честь зустрічі представників Полтавської губернії з російським імператором Миколою II під час урочистостей з нагоди 200-річчя Полтавської битви. Встановлена на місці селянського табору при святкуванні 200-річчя Полтавської битви. Проєкт студента петербурзького Інституту цивільних інженерів, члена Українського архітектурного гуртка Ігоря Андрійовича Кальбуса (17.07.1883, м. Ромни - 06.06.1948, м.Нью-Йорк), який одержав другу премію на спеціальному конкурсі у 1911 р.
Православна парафія утворилась 30 вересня 1994 року, коли виконавчий комітет Полтавської обласної ради народних депутатів видав свідоцтво про реєстрацію статуту релігійної громади за № 41. Рішенням виконкому Полтавської обласної ради народних депутатів № 43 від 30 вересня 1994 року парафії передано каплицю св. вмч. Юрія Переможця по вул. Зіньківській, 16. Ця адреса є офіційною адресою парафії. Адреса офісу настоятеля парафії священика Ігоря Литвина: 36009, м. Полтава, вул. Вільямса, 1, к. 102. 
1998 року до каплиці прибудовано павільйон площею близько 100 м². Під час рядових богослужінь та у більшість великих православних свят місця для парафіян вистачає, і лише у Великдень та на Водохреща церква переповнюється вірянами, і тоді люди збираються навіть довкола храму.
4 жовтня 2002 р. із закладин хрестильні розпочалося будівництво храмового комплексу св. вмч. Юрія Переможця поблизу вже чинного храму. З благословення єпархіяльного архиєрея чин закладин храму очолив настоятель Свято-Юріївської парафії м. Полтави о. Ігор Литвин.

## Опис
Каплиця мурована, стовпоподібна, квадратна в плані (4,1 х 4,1 м). Усередині двосвітловий простір перекрито замкнутим склепінням. Зовні являє собою башту на двоступінчастому гранітному стилобаті, увінчану 4 фронтонами та наметовим дахом із главкою. Цегляні стіни були обличковані керамічною плиткою, прикрашені трикутними полив'яними плитками, майоліковими вставками, квітчастими композиціями типу «вазон» біля наріжних кутів. На п'ятикутних фронтонах знаходилися панно із зображенням благословляючого Спасителя і двох схилених на колінах янголів. Наметовий із заломом дах було вкрито позолоченими мідними аркушами. Увінчувала споруду шоломоподібна главка з ажурним хрестом, барабан під нею був помережаним підкарнизною лиштвою, складеною з кольорових плиток подібно до плахти у шаховому порядку. Рожевий колір граніту, барвисті керамічні плитки і майолікові орнаменти на стінах, мозаїчна підлога, надфронтонні розписи та золочена покрівля створювали яскравий образ споруди, яка поєднала традиції народної архітектури з ідеями українського архітектурного стилю, а також мотивами північно-російської архітектури.

## Галерея

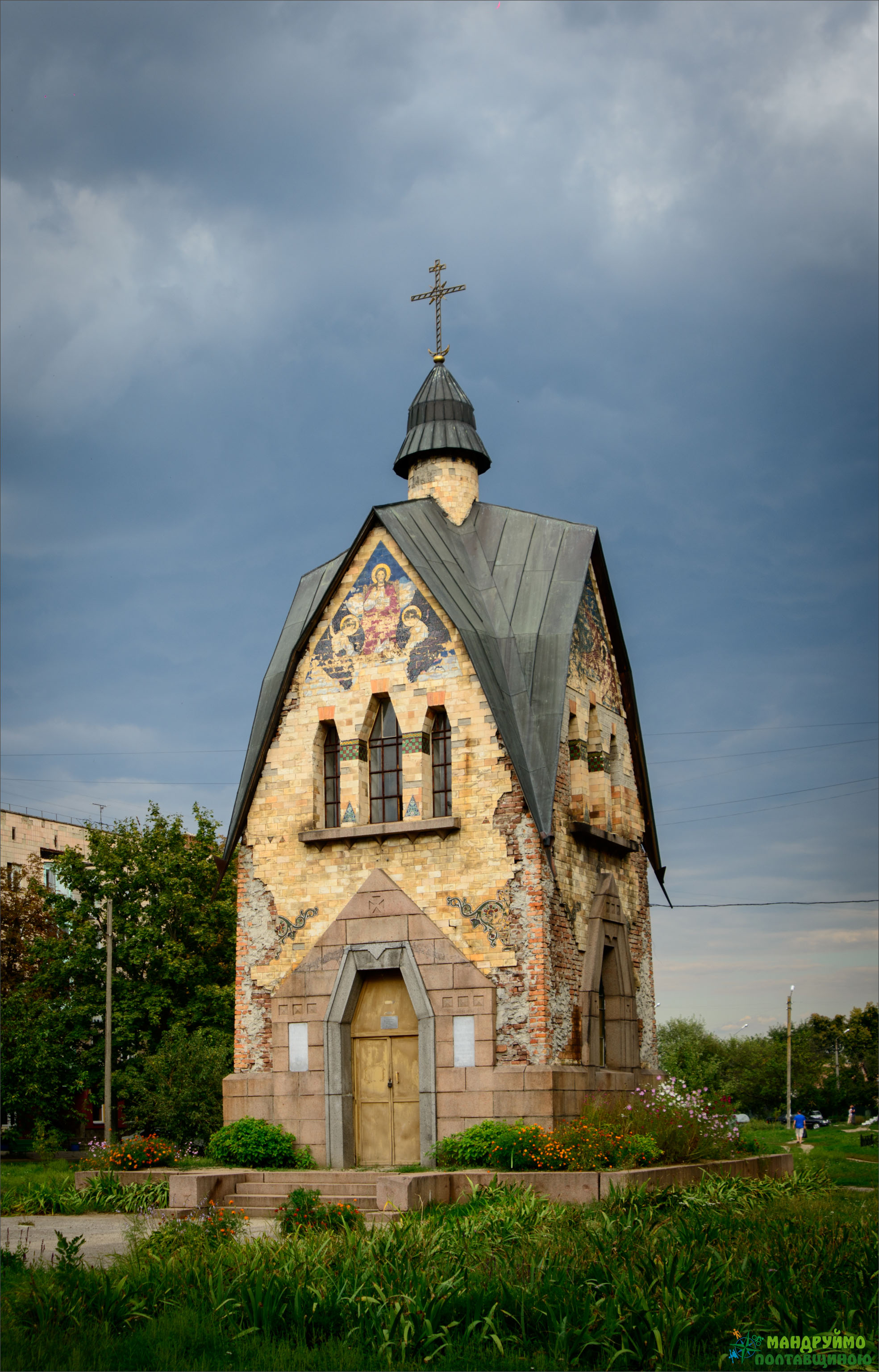
Зовнішній вигляд
Хрестильня храму
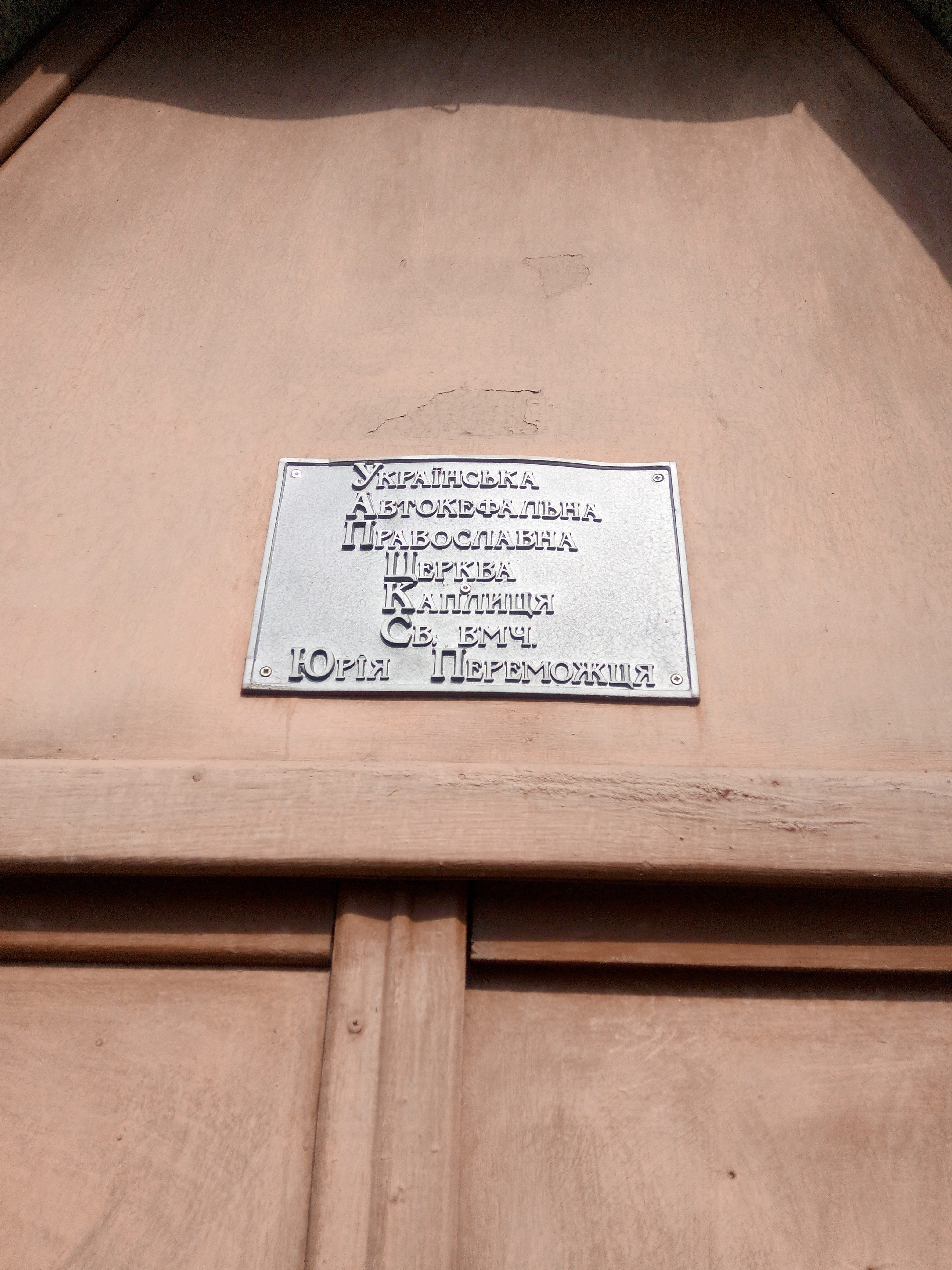
Табличка на вході до каплиці